# Russophilie
Russophilie (Wortbildung mit Suffix aus dem Altgriechischen φιλία philía „Freundschaft“, „Liebe“, „Zuneigung“) bezeichnet die starke positive Wahrnehmung oder die besondere Sympathie für
Russland, die russische Geschichte, russische Traditionen, die russische Sprache, die russische Küche, die russische Literatur und Kultur. Das einfache  Antonym zur Russophilie ist die Russophobie, die Angst, Ablehnung und der Hass auf Russisches, wobei Inhalte und emotionale Intensität ganz unterschiedlich sein können.

## Russophilie in Europa
Im  Oktober 2004 veröffentlichte die Gallup Organization die Ergebnisse ihrer internationalen Umfrage, gemäß der ungefähr 20 % der Bewohner Westeuropas  Russland  positiv sähen, mit der positivsten Sicht in Island, Griechenland und Großbritannien. Eine positive Einstellung gegenüber Russland hatten 9 % der Befragten in Finnland, der Türkei und Japan, 38 % in Litauen, 36 % in Lettland, und 34 % in Estland. Litauen, Estland und besonders Lettland haben einen großen Bevölkerungsanteil von ethnischen Russen, die wahrscheinlich das Ergebnis beeinflusst haben.

### Russophilie in Serbien, der Republika Srpska und Montenegro
Russophilie ist in Serbien, der Republika Srpska und Montenegro sehr verbreitet. Während bei den anderen Nationen, besonders des früheren Ostblocks, die Russen wegen ihres Einflusses über sie während des Kalten Krieges unbeliebt sind, gab es in Serbien, der Republika Srpska und Montenegro, die auch die orthodoxe Religion mit Russland teilen, keine sowjetische Okkupation, vielmehr wurden die Russen immer als Brudervolk gesehen. Über 70 % der Serben sehen Russland als ihren ersten Verbündeten in der internationalen Politik.
Die Russophilie spiegelt sich in serbischen Redewendungen wider. Bog visoko, Rusija daleko (Gott ist zu hoch droben, Russland zu weit weg) wird verwendet, wenn man sich in einer aussichtslosen Lage befindet. Auch die bekannte Redewendung Nas i Rusa trista miliona (Wir und die Russen macht dreihundert Millionen) wird gerne verwendet, um die Stärke der Bindung zu betonen.